# Der Schnüffler (1983)
Der Schnüffler ist eine deutsche Filmkomödie von 1983 mit Dieter Hallervorden.

## Handlung
Der West-Berliner Taxifahrer Herbert Böckmann gerät im geteilten Berlin der 1980er Jahre zwischen die Fronten der rivalisierenden Geheimdienste CIA und KGB und wird unfreiwillig zum Doppelagenten.
Böckmann ist ein unbescholtener und unpolitischer Taxifahrer, der einfach gerne ein ruhiges Leben hätte und irgendwann in Australien Schafe züchten möchte. Als er den KGB-Agenten Boris Stravinski leblos in der Ost-Berliner Zentrale des KGB abliefert, beginnt eine turbulente Jagd mit dem KGB, der CIA sowie der deutschen Polizei.
Erst in der Nervenklinik des Professor Prätorius findet Böckmann durch die Assistenzärztin Anna Hilfe. Sie versucht etwas gegen sein geknicktes Selbstvertrauen zu tun und unterstützt ihn, den wahren Mörder von Boris Stravinski zu finden. Anna verordnet Böckmann Fitnesstraining, um aus ihm einen echten Agenten zu machen, dies scheitert jedoch an Böckmanns Selbstzweifeln und seinem geringen Selbstvertrauen.
Als letzten Ausweg wendet sie einen psychologischen Trick an: Sie erzählt ihm, es gebe ein neues Medikament, welches das Selbstvertrauen stärke und das Gefühl vermittle, man sei unbesiegbar, wenn man daran „schnüffelt“. Sie überreicht ihm ein Fläschchen Nagellack, und nach einem ersten Test fühlt sich Böckmann bärenstark, was Annas Nachbar und dessen Hund zu spüren bekommen.
Der Placeboeffekt des Nagellacks lässt Böckmann – der sich nun Herbie Melbourne nennt – sämtliche Strapazen des neuen Agentenlebens durchstehen, vom Stegreifbühnenauftritt bis hin zu heftigen Schießereien. Als das Fläschchen Nagellack von einer Kugel getroffen wird, muss Anna ihn aufklären, dass es sich nur um Nagellack gehandelt hat und seine scheinbaren Superkräfte eigentlich seine eigenen sind.
Der Film endet in Australien auf einer Schaffarm, was Böckmanns lang gehegtem Wunsch entsprach. Als er dort einen Wandschrank im Schlafzimmer öffnet, fällt eine Leiche heraus. Der Kellner, der gerade zwei Eisbecher ins Zimmer bringt, sieht die Leiche und auch das Messer, das Böckmann in den Händen hält. Der Kellner („Get the police!“) und Anna erschrecken zu Tode, während Böckmann einfach cool feststellt: „Nur eine Leiche“.

## Kritiken
„Hallervorden-Lustspiel; anfangs witzig und unterhaltsam, später verliert der Film an parodistischem Schwung.“

## Trivia
- Hallervorden saß in der Unfallszene mit dem Taxi selbst im Wagen, da sich der eigentliche Stuntman um fünf Stunden verspätet hatte und so nicht rechtzeitig am Drehort war. Bei der auch im Film gezeigten Szene drückt es das Dach des Ford Granada zusammen. Deutlich ist zu erkennen, wie Hallervorden sich am Kopf verletzt. Nicht mehr gezeigt wurde, dass Hallervorden eine große Platzwunde davontrug und verarztet werden musste.
- Laut Hallervordens Aussage war er betrunken, als er die Toilettenszene drehte. Nach dem Dreh der Szene soll ihn Regisseur Runze damit gelobt haben, dass er betrunken am besten eine Szene bei ihm spielen könne.
- Auf dem amerikanischen Markt wurde der Film unter dem Titel Nonstop trouble with the Spies herausgebracht. Das Poster wurde speziell für diesen Markt mit russischen und amerikanischen Motiven gestaltet und enthielt u. a. auch Motive, die gar nicht oder nicht in dieser Form im Film vorkamen (Hubschrauber, Raketen, amerikanisches Taxi).
- Beim Verhör in Ost-Berlin gibt Hallervorden als Herbert Böckmann gegenüber Oberst Protopopov seine realen Geburtsdaten, „geboren am 5.9.1935 in Dessau/Anhalt“ an.
- Der Film parodiert den Agentenfilm, wie beispielsweise James Bond.

## DVD-Veröffentlichung
Der Film erschien am 25. November 2005 bei Turbine Medien auf DVD. Eine spezielle Auflage (10.000 Stück) der DVD (silberne Schrift) sowie die DVD-Ausgabe der „Dieter Hallervorden Collection“ enthalten folgendes Bonusmaterial:
- Audiokommentar von Dieter Hallervorden, Wolf Bauer, Hartmut Schmige und Stefan Boltz
- Dokumentarfilm über den Audiokommentar
- Entstehung der Special Effects
- Dieter Hallervorden Stasi-Akten Lesung
- Pressefotos und internationale Artworks
- Biografien
- Originaler Kinotrailer
- Trailer weiterer Hallervorden-Filme
- Kompletten Soundtrack von Willy Siebert auf zusätzlicher Audio-CD

## Kinohistorie
Der Film startete am 18. Februar 1983 in den deutschen Kinos.